# Miloš Forman
Jan Tomáš "Miloš" Forman (tiếng Séc: [ˈmɪloʃ ˈforman]; 18 tháng 2 năm 1932 – 13 tháng 4 năm 2018) là một đạo diễn phim, biên kịch, diễn viên và giáo sư người Mỹ gốc Séc nhập cư từ Tiệp Khắc. Hai bộ phim của ông kể từ khi rời Tiệp Khắc, Bay qua tổ chim cúc cu và Amadeus đều trở thành những tác phẩm điện ảnh nổi tiếng, cả hai đều mang lại cho ông giải Oscar cho đạo diễn xuất sắc nhất. Riêng Bay trên tổ chim cúc cu là bộ phim thứ hai trong lịch sử từng chiến thắng cả năm hạng mục chính của Oscar (Phim hay nhất, Nam diễn viên chính, Nữ diễn viên chính, Đạo diễn và Kịch bản chuyển thể xuất sắc nhất) kể từ It Happened One Night vào năm 1934, một thành tích không lặp lại cho đến năm 1991 bởi Sự im lặng của bầy cừu.
Forman cũng từng nhận được một đề cử Oscar cho Đạo diễn xuất sắc nhất với The People vs. Larry Flynt. Ông cũng từng giành giải Quả cầu vàng, giải Cannes, giải Berlin, giải BAFTA, giải César và Sư tử Séc.

## Tiểu sử
Forman sinh ra tại Čáslav, Tiệp Khắc (Cộng hòa Séc ngày nay). Ông là con trai của Anna (née Švábová), một nhà điều hành khách sạn mùa hè. Khi còn nhỏ, ông tin rằng cha ruột của Rudolf Forman, một giáo sư. Forman qua đời tại Bệnh viện Danbury gần nhà ông, tại Warren, Connecticut sau một thời gian bị ốm vào đêm ngày thứ sáu, 13 tháng 4 năm 2018, thọ 86 tuổi.

## Danh sách phim
| Danh sách phim | Danh sách phim                              | Danh sách phim   | Danh sách phim   | Danh sách phim | Danh sách phim | Danh sách phim | Danh sách phim |
| Năm            | Phim                                        | Đề cử giải Oscar | Thắng giải Oscar | Đạo diễn       | Biên kịch      | Tham gia diễn  | Vai diễn       |
| -------------- | ------------------------------------------- | ---------------- | ---------------- | -------------- | -------------- | -------------- | -------------- |
| 1954           | Stříbrný vítr (Silver wind)                 |                  |                  |                |                | Có             |                |
| 1955           | Nechte to na mně (Leave it to me)           |                  |                  |                | Có             |                |                |
| 1958           | Štěňata (Puppies)                           |                  |                  |                | Có             |                |                |
| 1960           | Laterna magika II                           |                  |                  |                | Có             |                |                |
| 1963           | Kdyby ty muziky nebyly                      |                  |                  | Có             |                |                |                |
| 1963           | Audition (Konkurs)                          |                  |                  | Có             |                |                |                |
| 1964           | Black Peter (Černý Petr)                    |                  |                  | Có             | Có             |                |                |
| 1964           | Loves of a Blonde (Lásky jedné plavovlásky) | 1                |                  | Có             | Có             |                |                |
| 1966           | Dobře placená procházka (A well paid walk)  |                  |                  | Có             |                |                |                |
| 1967           | The Firemen's Ball (Hoří, má panenko)       | 1                |                  | Có             | Có             |                |                |
| 1971           | Taking Off                                  |                  |                  | Có             | Có             |                |                |
| 1971           | I Miss Sonia Henie (Short Film)             |                  |                  | Có             |                |                |                |
| 1973           | Visions of Eight                            |                  |                  | Có             |                |                |                |
| 1975           | Bay trên tổ chim cúc cu                     | 9                | 5                | Có             |                |                |                |
| 1979           | Hair                                        |                  |                  | Có             |                |                |                |
| 1981           | Ragtime                                     | 8                |                  | Có             |                |                |                |
| 1984           | Amadeus                                     | 11               | 8                | Có             |                |                |                |
| 1986           | Heartbum                                    |                  |                  |                |                | Có             | Dmitri         |
| 1989           | Valmont                                     | 1                |                  | Có             | Có             |                |                |
| 1989           | New Years Day                               |                  |                  |                |                | Có             | Lazlo          |
| 1996           | The People vs. Larry Flynt                  | 2                |                  | Có             |                |                |                |
| 1999           | Man on the Moon                             |                  |                  | Có             |                |                |                |
| 2000           | Keeping the Faith                           |                  |                  |                |                | Có             | Father Havel   |
| 2006           | Goya's Ghosts                               |                  |                  | Có             | Có             |                |                |
| 2008           | Chelsea on the Rocks                        |                  |                  |                |                | Có             |                |
| 2009           | Peklo s princeznou (Hell with a Princess)   |                  |                  |                |                | Có             |                |
| 2011           | The Ghost of Munich                         |                  |                  | Có             | Có             |                |                |
| 2011           | The Beloved (Les Bien-aimés)                |                  |                  |                |                | Có             | Jaromil        |

## Kịch
- Laterna magika (1958, biên kịch)[7]
- Laterna magika II (1960, biên kịch)[7]
- The Little Black Book (1972, đạo diễn)[7]
- A Walk Worthwhile (2007, đạo diễn)[7]